# Cristina de Sajonia (1505-1549)
Cristina de Sajonia (en alemán, Christine von Sachsen; Dresde, 25 de diciembre de 1505-Kassel, 15 de abril de 1549) fue una noble alemana. Fue princesa de Sajonia por nacimiento, y por matrimonio landgravina de Hesse. Fue regente de Hesse entre 1547 y 1549.

## Biografía
Era hija de Jorge de Sajonia (el Barbudo), duque de Sajonia, y de Bárbara Jagellón. Sus abuelos paternos fueron el duque Alberto III de Sajonia-Meissen y Sidonia de Bohemia. Sus abuelos maternos eran Casimiro IV Jagellón, rey de Polonia, e Isabel de Habsburgo de Hungría.
El 11 de diciembre de 1523 se casó en Dresde con el landgrave Felipe I de Hesse, llamado el Magnánimo. Tuvieron 10 hijos. El matrimonio fue arreglado para forjar una alianza entre Hesse y Sajonia y fue infeliz; Felipe reclamaba estar disgustado con ella y sólo compartió su cama por el deber.
Mientras estaba casado con Cristina, Felipe practicó la bigamia y tuvo otros nueve hijos con su otra esposa (morganática), Margarita von der Saale; en 1540, Cristina dio su consentimiento para la bigamia de su marido con su amante por su condición de soberano. Saale, sin embargo, nunca fue vista en la corte. Durante la ausencia de Felipe y su cautiverio en la guerra de Esmalcalda entre 1547 y 1549, Cristina fue regente junto con su hijo. Después de su regreso, sin embargo, Felipe dictaminó que no podía ser regente después de su muerte, por temor a que dañara a su otra familia.
Cristina murió el 15 de abril de 1549. Fue enterrada junto a su marido en la Iglesia de San Martín, en Kassel, bajo un impresionante epitafio.

## Descendencia
- Inés (31 de mayo de 1527-4 de noviembre de 1555), se casó:
  - en Marburgo el 9 de enero de 1541 con Mauricio, elector de Sajonia;
  - en Weimar el 26 de mayo de 1555 con el duque Juan Federico II de Sajonia.
- Ana (26 de octubre de 1529-10 de julio de 1591), se casó el 24 de febrero de 1544 con Wolfgang del Palatinado-Zweibrücken.
- Guillermo IV de Hesse-Kassel (o Hesse-Cassel) (24 de junio de 1532-25 de agosto de 1592).
- Felipe Luis, murió joven en 1535.
- Bárbara (8 de abril de 1536 - 8 de junio de 1597), se casó:
  - en Reichenweier el 10 de septiembre de 1555 con el duque Jorge I de Wurtemberg-Mömpelgard/Montbeliard;
  - en Kassel el 11 de noviembre de 1568 con el conde Daniel de Waldeck.
- Luis IV de Hesse-Marburgo (27 de mayo de 1537 - 9 de octubre de 1604).
- Isabel (13 de febrero de 1539-14 de marzo de 1582), se casó el 8 de julio de 1560 con Luis VI del Palatinado.
- Felipe II de Hesse-Rheinfels (22 de abril de 1541-20 de noviembre de 1583).
- Cristina (29 de junio de 1543-13 de mayo de 1604), se casó en Gottorp el 17 de diciembre de 1564 con el duque Adolfo de Holstein-Gottorp.
- Jorge I de Hesse-Darmstadt, el Piadoso (10 de septiembre de 1547-7 de febrero de 1596).